# Philander olrogi
Philander olrogi — вид сумчастих ссавців родини Опосумові (Didelphidae). Вид названий на честь шведсько-аргентинського біолога Класа Олрога (Claes C. Olrog). Симпатричний з Philander opossum, якого нагадує.

## Опис
Тварина має коротку шерсть. Верхня частина тіла від темно-сірого до чорного кольору, боки жовтувато-коричневий, низ вохрово-коричневий. Голова темніша, ніж спина, але задня частина рота сіра. Округлі вуха темного кольору. Хвіст двоколірний. Загальна довжина від 520 до 570 мм, довжина хвоста від 270 до 307 мм, довжина задньої стопи від 38 до 44 мм, а довжина вух від 29 до 42,5 мм.

## Поширення
Цей вид відомий тільки з двох пунктів в Болівії. Цей вид рівнинних вологих лісів. Присутній в амазонських лісах Бені і Санта-Круз і вологих саванах. Висота над рівнем моря діапазон між 150-250 м. 

## Загрози та охорона
Можливо, розширення сільського господарства викликає втрату середовища проживання в низинних лісах Болівії. Ймовірно, знаходиться в ісп. Parque Nacional Carrasco, Parque Nacional Amboro, але на даний момент ще не був зібраний в цих охоронних територіях.